# Den gula paviljongen
"Den gula paviljongen" är en svensk revykuplett från 1923 med text av Emil Norlander och musik av John Redland. Sångtext finns i två varianter, en av Emil Norlander och en av Fritz Gustaf,
Kupletten lanserades av Edith Wallén i Norlanders nyårsrevy Kungarevyn på Södra Teatern i Stockholm. Titeln anspelar på romanen med samma namn av Gideon Martins, som året innan vunnit delat förstapris i en romanpristävling och därvid väckt skandal då den ansågs osedlig. I Svenska Dagbladet anmärkte exempelvis Fredrik Böök  på den i hans tycke "snuskiga och obeskrivligt gemena tonen" i Martins roman. Även kupletten ansågs gränsa till det oanständiga, särskilt i refrängens sista rader:
Vill ni gå med oss in

i Den gula paviljongen,

där guden Amor själv

sedan länge sitter fången?

Vi slå om blott ni vill,

en killekillekillekill,

en liten kärleksdrill.

Nåja, kyss till!
"Den gula paviljongen" har spelats in på skiva ett flertal gånger – såväl med sång som instrumentalt – sedan 1923, dock inte av Edith Wallén själv. 1938 spelade kompositören John Redlands son Charles Redland in en swingversion av melodin (utgiven på Kristall Sv 1745).
Sångerskan Anita Lindblom sjöng revykupletten i filmen Rännstensungar 1974.